# Valroufié
Valroufié är en kommun i departementet Lot i regionen Occitanien i södra Frankrike. Kommunen ligger i kantonen Cahors-Nord-Est som tillhör arrondissementet Cahors. År 2018 hade Valroufié 448 invånare.

## Befolkningsutveckling
Antalet invånare i kommunen Valroufié
| Referens: INSEE |